# Józef Maria Ferrándiz Hernández
José María Ferrándiz Hernández (ur. 11 sierpnia 1879, zm. 24 września 1936) – hiszpański błogosławiony Kościoła katolickiego. 
W 1904 roku otrzymał święcenia kapłańskie. Gdy w 1936 roku wybuchła wojna domowa w Hiszpanii, schronił się w hotelu. Został zastrzelony w dniu 24 września 1936 roku.
Beatyfikował go w grupie Józef Aparicio Sanz i 232 towarzyszy papież Jan Paweł II w dniu 11 marca 2001 roku.